# Amt Mittelangeln
Het Amt Mittelangeln is een Amt in de Duitse deelstaat Sleeswijk-Holstein. Zoals de naam al aangeeft ligt het Amt in de streek Angeln in de Landkreis Schleswig-Flensburg. Het bestuur zetelt in Satrup. In Sörup is een bijkantoor.

## Deelnemende gemeenten
- Mittelangeln
- Schnarup-Thumby
- Sörup